# Natação nos Jogos Olímpicos de Verão de 2012 - Revezamento 4x200 m livre feminino
A competição do revezamento 4x200 m livre feminino da natação nos Jogos Olímpicos de Verão de 2012 foi disputada no dia 1 de agosto no Centro Aquático de Londres.

## Medalhistas
|  | USA Estados Unidos                                                                           |  | AUS Austrália |  | FRA França                                                                                             |
|  | Missy Franklin Dana Vollmer Shannon Vreeland Allison Schmitt Alyssa Anderson* Lauren Perdue* |  | Bronte Barratt Melanie Schlanger Kylie Palmer Alicia Coutts Brittany Elmslie* Angie Bainbridge* Jade Neilsen* Blair Evans* |  | Camille Muffat Charlotte Bonnet Ophélie-Cyrielle Étienne Coralie Balmy Margaux Farrell* Mylène Lazare* |

*Participaram apenas das eliminatórias, mas também receberam medalhas.

## Recordes
Antes desta competição, os recordes mundiais e olímpicos da prova eram os seguintes:
| Tipo | Atleta | Tempo   | Local  | Data                 |
| ---- | --- | ------- | ------ | -------------------- |
|      | CHN China Yang Yu (1:55.47) Zhu Qianwei (1:55.79) Liu Jing (1:56.09) Pang Jiaying (1:54.73)                      | 7:42.08 | Roma   | 30 de julho de 2009  |
|      | AUS Austrália Stephanie Rice (1:56.60) Bronte Barratt (1:56.58) Kylie Palmer (1:55.22) Linda Mackenzie (1:55.91) | 7:44.31 | Pequim | 14 de agosto de 2008 |

Os seguintes recordes mundiais ou olímpicos foram estabelecidos durante esta competição:
| Data        | Evento | Atleta | Tempo   | Notas            |
| ----------- | ------ | --- | ------- | ---------------- |
| 1 de agosto | Final  | USA Estados Unidos Missy Franklin (1:55.96) Dana Vollmer (1:56.02) Shannon Vreeland (1:56.85) Allison Schmitt (1:54.09) | 7:42.92 | Recorde olímpico |

## Resultados

### Eliminatórias
| Pos. | Elim. | Raia | CON                | Nadadoras | Tempo   | Notas            |
| ---- | ----- | ---- | ------------------ | --- | ------- | ---------------- |
| 1    | 1     | 4    | AUS Austrália      | Brittany Elmslie (1:57.50) Angie Bainbridge (1:57.70) Jade Neilsen (1:57.25) Blair Evans (1:56.99)            | 7:49.44 | Q                |
| 2    | 2     | 4    | USA Estados Unidos | Lauren Perdue (1:58.07) Shannon Vreeland (1:57.04) Alyssa Anderson (1:57.33) Dana Vollmer (1:58.31)           | 7:50.75 | Q                |
| 3    | 1     | 5    | CAN Canadá         | Barbara Jardin (1:57.76) Samantha Cheverton (1:57.38) Amanda Reason (1:58.51) Brittany MacLean (1:57.19)      | 7:50.84 | Q                |
| 4    | 2     | 6    | ITA Itália         | Alice Mizzau (1:57.95) Alice Nesti (1:59.80) Diletta Carli (1:58.54) Federica Pellegrini (1:56.46)            | 7:52.75 | Q                |
| 5    | 1     | 3    | FRA França         | Ophélie-Cyrielle Étienne (1:58.43) Margaux Farrell (2:00.06) Mylène Lazare (1:58.82) Camille Muffat (1:55.57) | 7:52.88 | Q                |
| 6    | 2     | 5    | CHN China          | Zhu Qianwei (1:59.23) Liu Jing (1:58.00) Chen Qian (1:58.17) Pang Jiaying (1:58.26)                           | 7:53.66 | Q                |
| 7    | 1     | 6    | GBR Grã-Bretanha   | Caitlin McClatchey (1:58.22) Rebecca Turner (1:57.87) Ellie Faulkner (1:59.36) Joanne Jackson (1:58.86)       | 7:54.31 | Q                |
| 8    | 1     | 2    | JPN Japão          | Haruka Ueda (1:57.70) Hanae Ito (1:58.12) Yayoi Matsumoto (1:59.67) Aya Takano (1:59.07)                      | 7:54.56 | Q                |
| 9    | 2     | 3    | HUN Hungria        | Ágnes Mutina (2:00.06) Zsuzsanna Jakabos (1:57.59) Katinka Hosszú (1:57.84) Evelyn Verrasztó (1:59.09)        | 7:54.58 |                  |
| 10   | 1     | 1    | ESP Espanha        | Melani Costa (1:57.66) Patricia Castro (1:58.09) Lydia Morant (1:59.66) Mireia Belmonte (1:59.18)             | 7:54.59 | Recorde nacional |
| 11   | 2     | 2    | NZL Nova Zelândia  | Natasha Hind (1:58.79) Samantha Lucie-Smith (1:58.89) Amaka Gessler (1:59.03) Melissa Ingram (1:59.21)        | 7:55.92 | Recorde nacional |
| 12   | 1     | 7    | RUS Rússia         | Mariya Baklakova (2:00.75) Elena Sokolova (1:58.33) Veronika Popova (1:58.48) Daria Belyakina (1:58.94)       | 7:56.50 |                  |
| 13   | 2     | 7    | GER Alemanha       | Silke Lippok (1:58.43) Theresa Michalak (2:00.65) Annika Bruhn (1:59.61) Daniela Schreiber (2:00.24)          | 7:58.93 |                  |
| 14   | 2     | 1    | SLO Eslovênia      | Sara Isaković (1:59.58) Anja Klinar (2:00.53) Urša Bežan (2:01.92) Mojca Sagmeister (2:02.66)                 | 8:04.69 |                  |
| 15   | 1     | 8    | UKR Ucrânia        | Daryna Zevina (1:59.68) Hanna Dzerkal (2:04.68) Darya Stepanyuk (2:05.49) Iryna Hlavnyk (2:02.82)             | 8:12.67 |                  |
| 16   | 2     | 8    | POL Polônia        | Katarzyna Wilk (2:05.46) Karolina Szczepaniak (2:02.99) Diana Sokołowska (2:01.45) Alexandra Putra (2:03.86)  | 8:13.76 |                  |

### Final
| Pos.              | Raia | CON                | Nadadoras | Tempo   | Notas            |
| ----------------- | ---- | ------------------ | --- | ------- | ---------------- |
| Medalha de ouro   | 5    | USA Estados Unidos | Missy Franklin (1:55.96) Dana Vollmer (1:56.02) Shannon Vreeland (1:56.85) Allison Schmitt (1:54.09)           | 7:42.92 | Recorde olímpico |
| Medalha de prata  | 4    | AUS Austrália      | Bronte Barratt (1:55.76) Melanie Schlanger (1:55.62) Kylie Palmer (1:56.91) Alicia Coutts (1:56.12)            | 7:44.41 |                  |
| Medalha de bronze | 2    | FRA França         | Camille Muffat (1:55.51) Charlotte Bonnet (1:57.78) Ophélie-Cyrielle Étienne (1:58.05) Coralie Balmy (1:56.15) | 7:47.49 | Recorde nacional |
| 4                 | 3    | CAN Canadá         | Barbara Jardin (1:57.96) Samantha Cheverton (1:56.91) Amanda Reason (1:59.32) Brittany MacLean (1:56.46)       | 7:50.65 |                  |
| 5                 | 1    | GBR Grã-Bretanha   | Caitlin McClatchey (1:58.66) Rebecca Turner (1:57.39) Hannah Miley (1:58.12) Joanne Jackson (1:58.20)          | 7:52.37 |                  |
| 6                 | 7    | CHN China          | Wang Shijia (1:58.32) Ye Shiwen (1:57.37) Liu Jing (1:59.51) Tang Yi (1:57.91)                                 | 7:53.11 |                  |
| 7                 | 6    | ITA Itália         | Alice Mizzau (1:58.93) Alice Nesti (2:00.03) Diletta Carli (1:59.73) Federica Pellegrini (1:57.61)             | 7:56.30 |                  |
| 8                 | 8    | JPN Japão          | Haruka Ueda (1:58.23) Hanae Ito (1:58.26) Yayoi Matsumoto (2:00.82) Aya Takano (1:59.42)                       | 7:56.73 |                  |

Legenda
| Recorde mundial      | Recorde mundial (World record)               |                       | Recorde africano                      | Recorde africano (African) |                                           | Q | Classificado por posição (Qualified) |
| Recorde olímpico     | Recorde olímpico (Olympic record)            | Recorde da América    | Recorde da América (Americas)         | q                          | Classificado por melhor tempo (Qualified) |   |                                      |
| Melhor marca do ano  | Melhor marca do ano (World leading)          | Recorde asiático      | Recorde asiático (Asian)              | DNS                        | Não largou (Did not start)                |   |                                      |
| Recorde nacional     | Recorde nacional (National record)           | Recorde europeu       | Recorde europeu (European)            | DNF                        | Não terminou (Did not finish)             |   |                                      |
| Recorde pessoal      | Recorde pessoal do atleta (Personal best)    | Recorde da Oceania    | Recorde da Oceania (Oceania)          | DSQ / DQ                   | Desclassificado (Disqualified)            |   |                                      |
| Recorde da temporada | Recorde da temporada do atleta (Season best) | Recorde sul-americano | Recorde sul-americano (South America) | NM                         | Sem marca (No mark)                       |   |                                      |